# Cryptantha micrantha
Cryptantha micrantha là loài thực vật có hoa trong họ Mồ hôi. Loài này được (Torr.) I.M.Johnst. mô tả khoa học đầu tiên năm 1923.